# ハーグリーブス氷河 (カナダ)
ハーグリーブス氷河（英語: Hargreaves Glacier）とは、北アメリカ大陸の北西部のカナディアンロッキーに存在する、氷河の1つであり、おおよそ北緯53度10分06秒、西経119度12分24秒付近に位置している。この氷河は、カナダのアルバータ州とブリティッシュコロンビア州との州境付近の標高の高い場所に降り積もった雪が固まって、氷となって流れ出すことによって形成されており、そこからブリティッシュコロンビア州側へと流れ出している。そして、この氷河は、おおよそ北緯53度09分09秒、西経119度11分03秒付近に位置する小さな湖である、ハーグリーブス湖の北岸に流れ込んで終わっている。なお、この氷河から融解した水（ハーグリーブス湖の湖水）は、小川となった後にバーグ湖へと流れ込み、ロブソン川を経て、フレーザー川に合流し、フレーザー川の河口から太平洋へと流れ込んでいる。